# Драгоменешть
Драгоменешть, Драгоменешті (рум. Dragomănești) — село у повіті Васлуй в Румунії. Входить до складу комуни Гергешть.
Село розташоване на відстані 256 км на північний схід від Бухареста, 20 км на південний захід від Васлуя, 72 км на південь від Ясс, 126 км на північ від Галаца.

## Населення
За даними перепису населення 2002 року у селі проживали 49 осіб, усі — румуни. Усі жителі села рідною мовою назвали румунську.